# Národní muzeum západního umění
Národní muzeum západního umění (japonsky 国立西洋美術館, Kokuricu sejdžó bidžucukan, nebo Národní muzeum pro západní umění také označované zkratkou NMWA, odvozenou od anglického názvu National Museum of Western Art) je muzeum výtvarného umění v Tokiu. Vystavuje západní umění od středověku po 20. století a je to největší sbírka svého druhu v Asii; zejména významná je rozsáhlá kolekce Rodinových soch. Sbírku založil během svého francouzského pobytu obchodník Kódžiró Macukata (1865-1950). Budovu muzea navrhl tým architektů pod vedením Le Corbusiera a muzeum zahájilo provoz roku 1959.

## Galerie vybraných exponátů

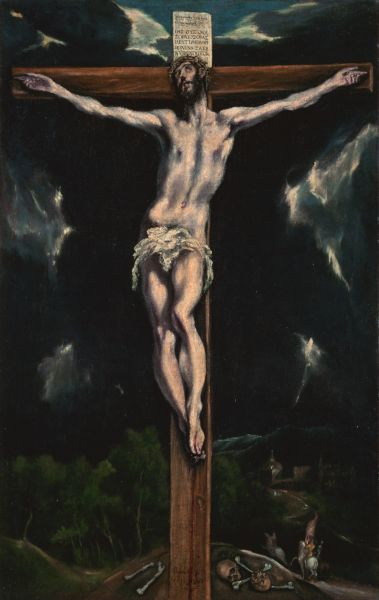
El Greco: Kristus na kříži
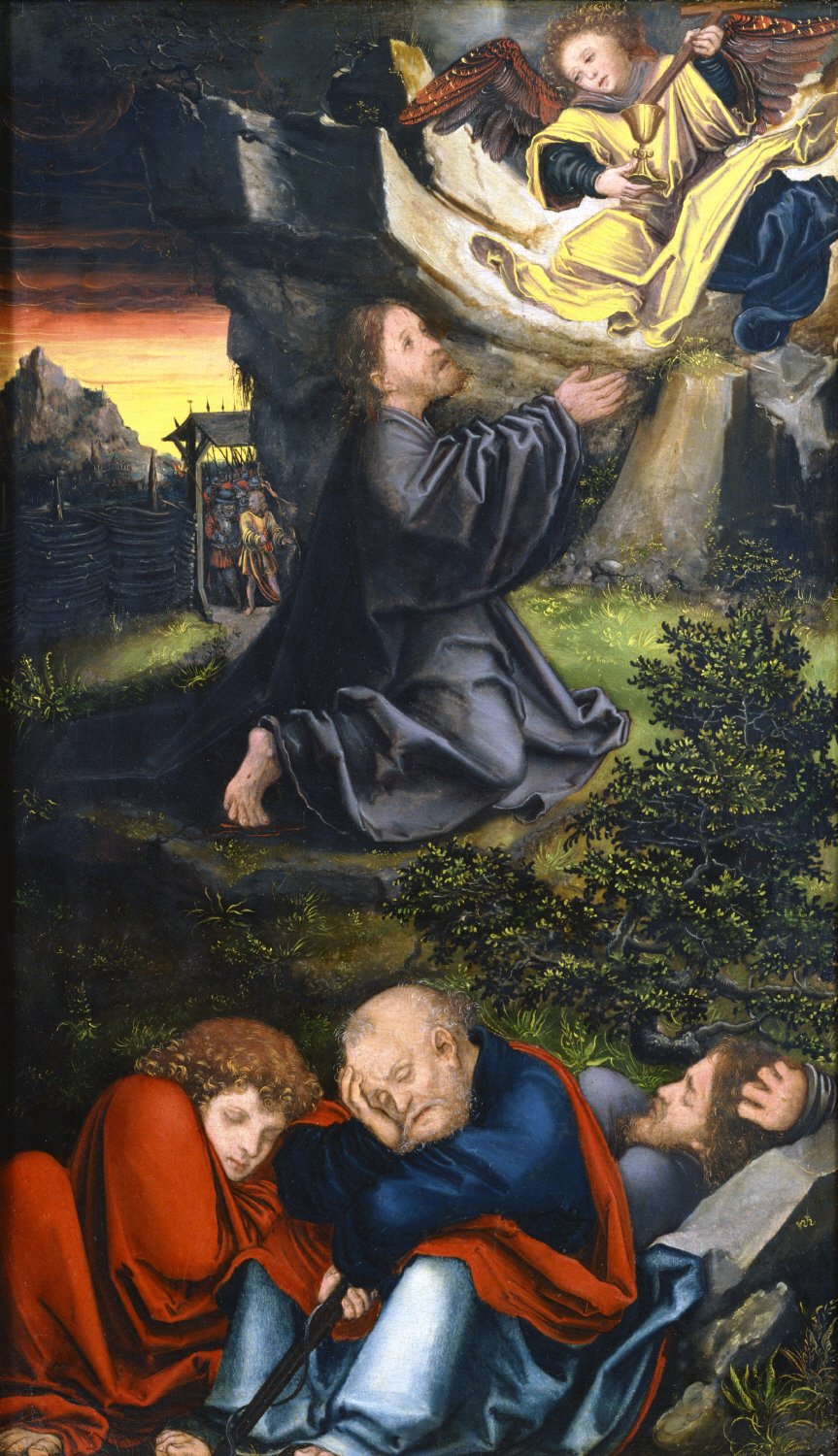
Lucas Cranach starší: Getsemanská zahrada
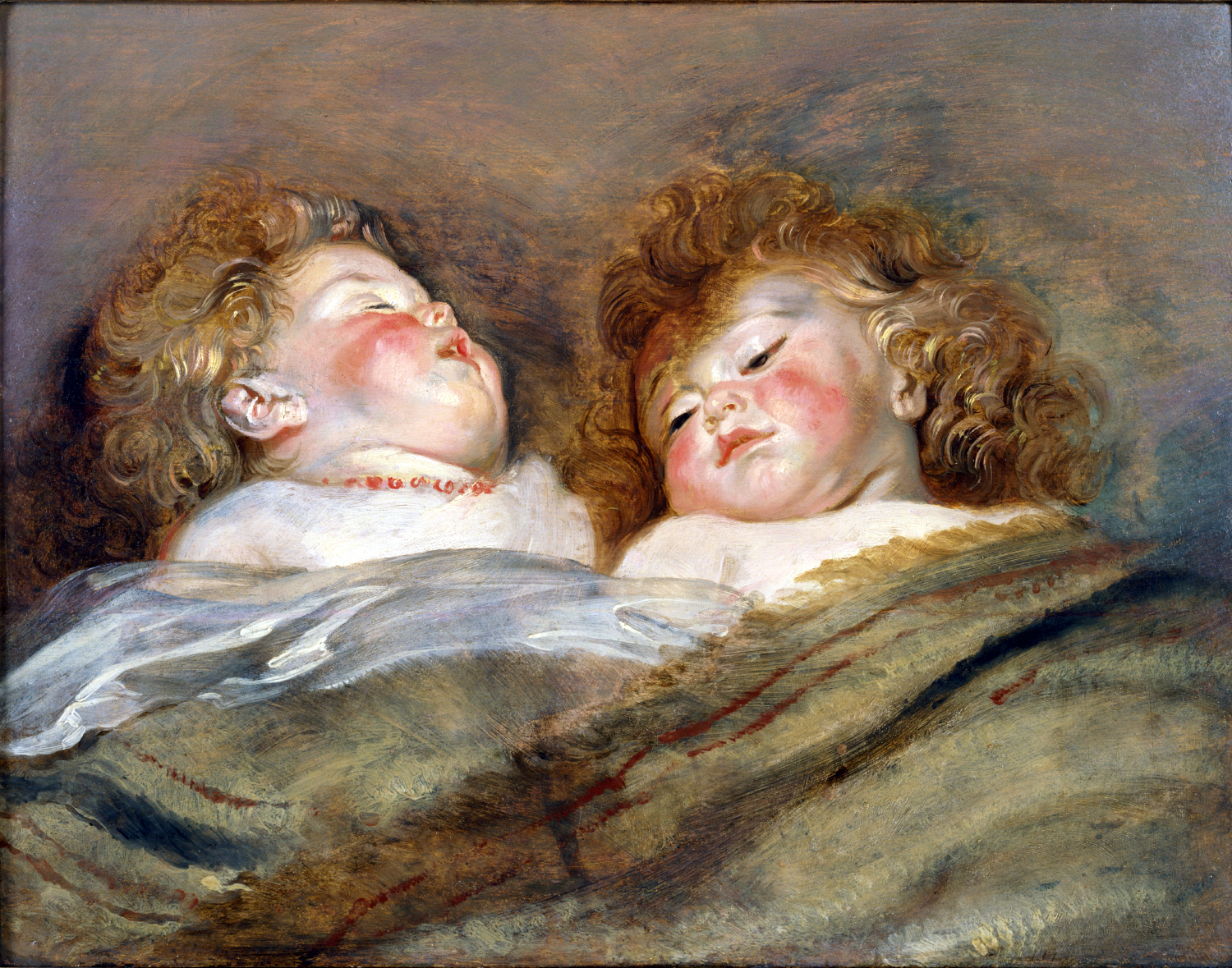
Peter Paul Rubens: Dvě spící děti
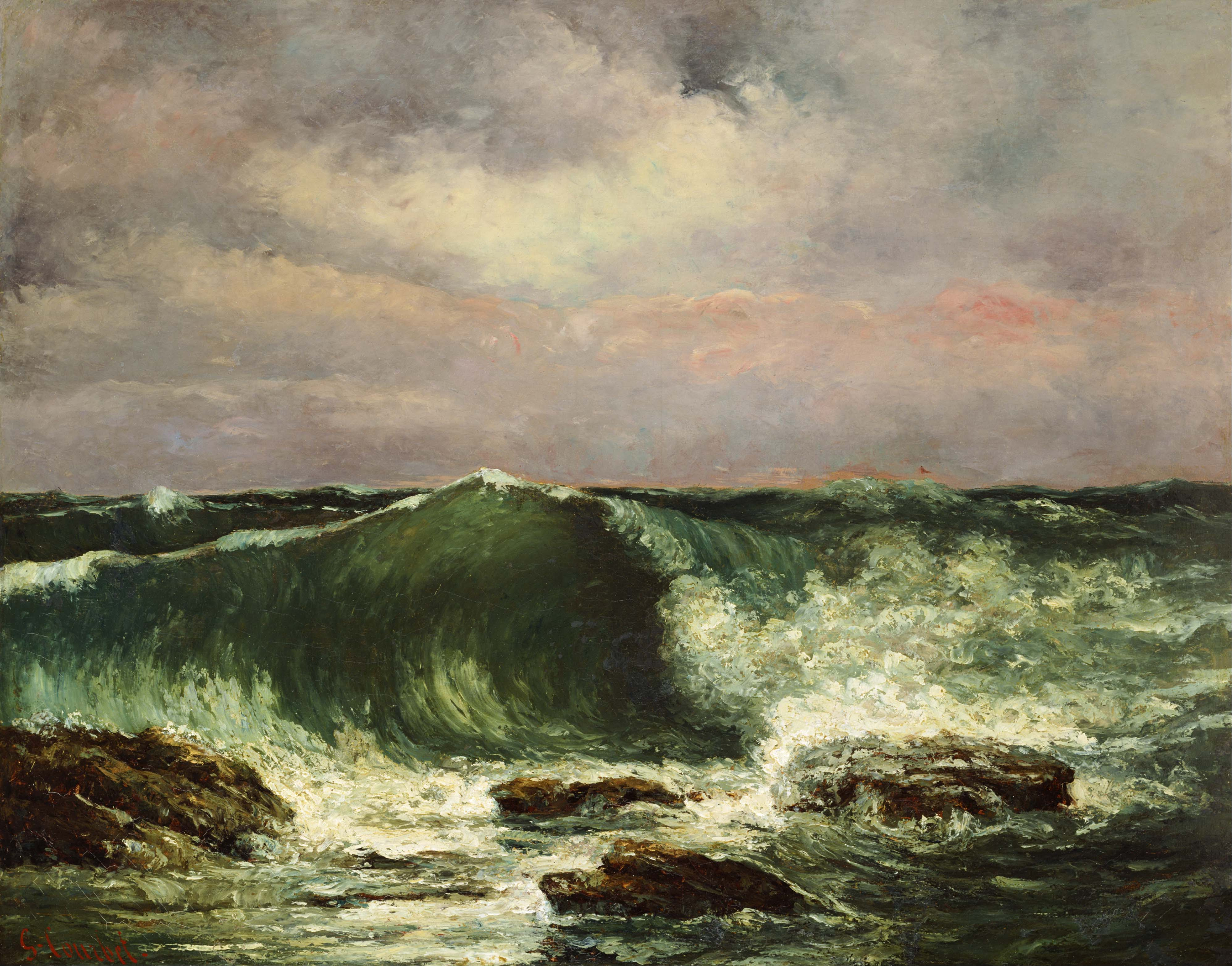
Gustave Courbet: Vlna
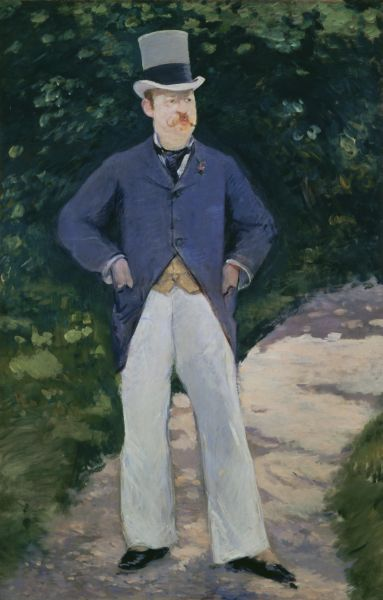
Édouard Manet: Portrét pana Bruna
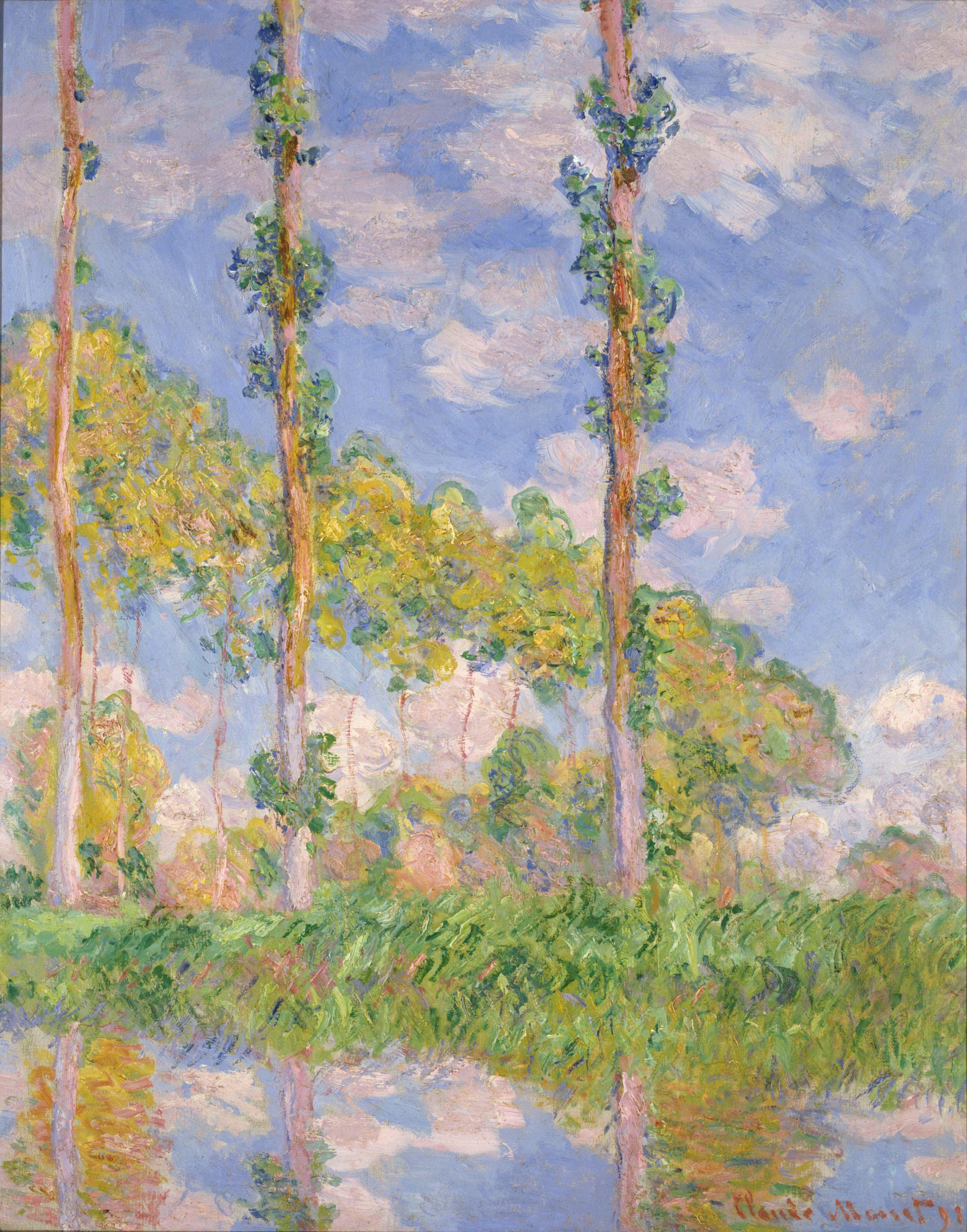
Claude Monet: Osluněné topoly
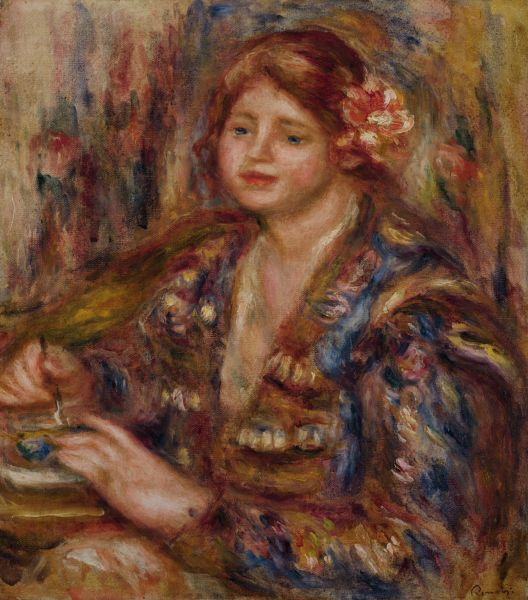
Pierre-Auguste Renoir: Dáma s růží
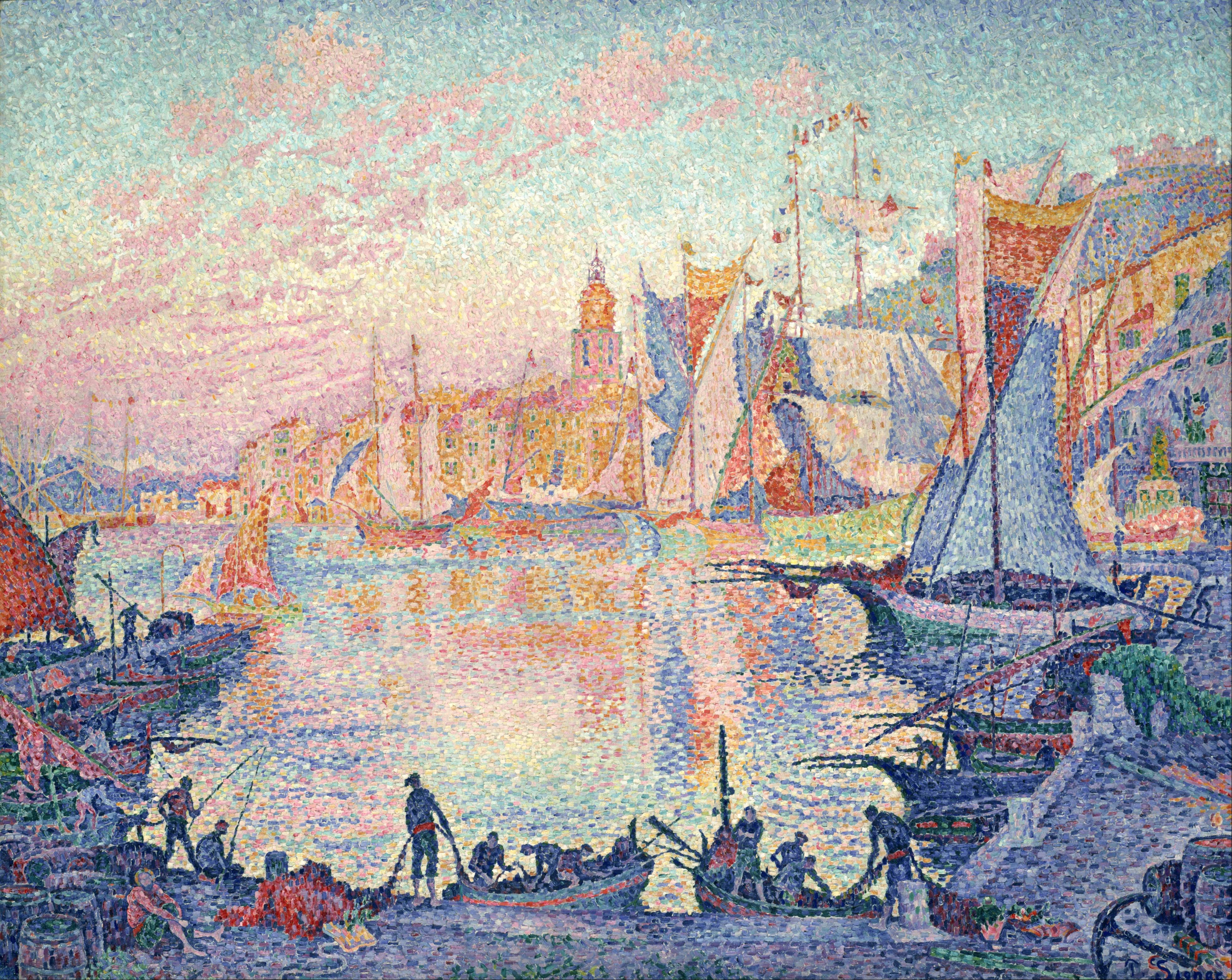
Paul Signac: Přístav v Saint-Tropez